# Темір-Казик
Темі́р-Кази́к (каз. Темір Қазық) — село у складі Алтинсаринського району Костанайської області Казахстану. Входить до складу сільського округу імені Омара Шипіна.
Населення — 114 осіб (2021; 135 у 2009, 187 у 1999, 221 у 1989).